# (5762) Wänke
(5762) Wänke es un asteroide perteneciente al cinturón de asteroides descubierto el 2 de marzo de 1981 por Schelte John Bus desde el Observatorio de Siding Spring, Nueva Gales del Sur, Australia.

## Designación y nombre
Designado provisionalmente como 1981 EG28. Fue nombrado Wänke en homenaje a Heinrich Wänke, director emérito del Max-Planck-Institut für Chemie en Mainz, es un cosmoquímico de primer nivel que desarrolló por primera vez el método 40Argon-39Argon para fechar materiales meteoríticos y lunares. También ha investigado la composición química y el historial de acreción de los planetas terrestres.

## Características orbitales
Wänke está situado a una distancia media del Sol de 2,338 ua, pudiendo alejarse hasta 2,653 ua y acercarse hasta 2,023 ua. Su excentricidad es 0,134 y la inclinación orbital 4,828 grados. Emplea 1306,22 días en completar una órbita alrededor del Sol.

## Características físicas
La magnitud absoluta de Wänke es 14. Tiene 3,991 km de diámetro y su albedo se estima en 0,335. 